# Linsleya
Linsleya is een geslacht van kevers uit de familie oliekevers (Meloidae).
Het geslacht is voor het eerst wetenschappelijk beschreven in 1829-1844 door MacSwain.

## Soorten
Het geslacht omvat de volgende soorten:
- Linsleya californica Selander, 1955
- Linsleya compressicornis (Horn, 1870)
- Linsleya convexa (LeConte, 1853)
- Linsleya infidelis (Fall, 1901)
- Linsleya sphaericollis (Say, 1824)
- Linsleya suavissima (Wellman, 1910)